# Helsloot (Musiker)

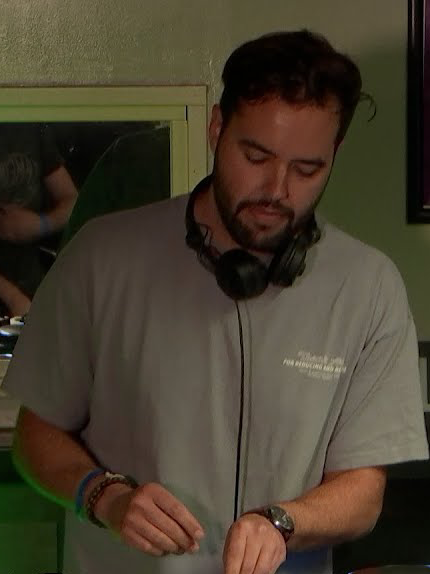
Helsloot (2021)

Helsloot (* 30. Oktober 1984, bürgerlich Thomas Helsloot, auch Tommy Rocks) ist ein niederländischer DJ und Musikproduzent.

## Werdegang
Helsloot kam am 30. Oktober 1984 zur Welt und wuchs in Almere auf.
In der Schule lernte er Erik Roos kennen, mit dem er 2005 das Duo Remaniax gründete. Das Lied Wreck The DJ der Gruppe konnte sich in den niederländischen Charts platzieren. Auch das Lied Mosquitos Malditos, welches sie unter Roos’ Künstlernamen Enrico da Rosa über ihr eigenes Label Döner Digital Records veröffentlichten, erreichte eine Chartplatzierung.
Seit 2013 bildet er zusammen mit Jordi van Achthoven (Tinlicker) das Duo Majestique.
2014 erschien mit Be Free die erste Single unter dem Namen Helsloot.
Die 2017 zusammen mit Tinlicker veröffentlichte Single Because You Move Me stieg 2021 in Deutschland, Österreich und der Schweiz in die Charts ein. Am Anfang des Jahres wurde bereits ein Musikvideo zu der Single veröffentlicht.

## Diskografie

### Als Helsloot
- 2020: Belfort (EP)
- 2021: When We Meet Again (EP)
- 2021: Terra Incognita vol. 5 (EP, mit Marcel Young)
- 2021: Killing Time (EP)
- 2022: Petal Dance (EP)
- 2022: Let’s Pretend (EP)

### Als Tommy Rocks
- 2015: Around it All EP

### Mit Remaniax
- 2010: Afterthought (EP)

### Mit Majestique
- 2016: Science Of The Heart EP
- 2016: Overload EP
- 2018: Majestique

## Auszeichnungen für Musikverkäufe
| Silberne Schallplatte - Vereinigtes Königreich - 2024: für die Single Because You Move Me Goldene Schallplatte - Dänemark - 2025: für die Single Because You Move Me - Italien - 2022: für die Single Because You Move Me - Kanada - 2022: für die Single Because You Move Me - Niederlande - 2023: für die Single Because You Move Me - Spanien - 2024: für die Single Because You Move Me | Platin-Schallplatte - Griechenland - 2023: für die Single Because You Move Me Diamantene Schallplatte - Frankreich - 2023: für die Single Because You Move Me |

Anmerkung: Auszeichnungen in Ländern aus den Charttabellen bzw. Chartboxen sind in ebendiesen zu finden.
| Land/RegionAuszeichnungen für Musikverkäufe (Land/Region, Auszeichnungen, Verkäufe, Quellen) | Silber  | Gold     | Platin     | Diamant  | Verkäufe | Quellen             |
| -------------------------------------------------------------------------------------------- | ------- | -------- | ---------- | -------- | -------- | ------------------- |
| Dänemark (IFPI)                                                                              | —       | Gold1    | —          | —        | 45.000   | ifpi.dk             |
| Deutschland (BVMI)                                                                           | —       | —        | Platin1    | —        | 400.000  | musikindustrie.de   |
| Frankreich (SNEP)                                                                            | —       | —        | —          | Diamant1 | 333.333  | snepmusique.com     |
| Griechenland (IFPI)                                                                          | —       | —        | Platin1    | —        | 20.000   | Einzelnachweise     |
| Italien (FIMI)                                                                               | —       | Gold1    | —          | —        | 50.000   | fimi.it             |
| Kanada (MC)                                                                                  | —       | Gold1    | —          | —        | 40.000   | musiccanada.com     |
| Niederlande (NVPI)                                                                           | —       | Gold1    | —          | —        | 40.000   | nvpi.nl             |
| Spanien (Promusicae)                                                                         | —       | Gold1    | —          | —        | 30.000   | elportaldemusica.es |
| Vereinigtes Königreich (BPI)                                                                 | Silber1 | —        | —          | —        | 200.000  | bpi.co.uk           |
| Insgesamt                                                                                    | Silber1 | 5× Gold5 | 2× Platin2 | Diamant1 |          |                     |